# Joaquim de Vilallonga i de Càrcer
Joaquim de Vilallonga i de Càrcer   (19 de març de 1896 - 27 d'agost de 1968) fou un noble català, segon comte de Sant Miquel de Castellar.

## Biografia
Era fill de Lluís de Vilallonga i de Sentmenat, baró de Segur i de Maria Dolors d'Amat-Càrcer i de Ros, VII marquesa de Castellbell, VII marquesa de Castellmeià, VI baronessa de Maldà i Maldanell. Casat amb Isabel Girona i Villavecchia, fou succeït pel seu fill Joan Joaquim de Vilallonga i Girona, III comte de Sant Miquel de Castellar.